# Kolbe (Familienname)
Kolbe ist ein sehr alter deutscher Familienname. Er kommt auch in Dänemark vor.

## Herkunft und Bedeutung

### Übername
Die meisten Herleitungen von Kolbe lassen sich auf Übernamen zurückführen.

#### Waffe oder Narrenstock
Übername für eine Person, die diese Waffe (Keule) herstellt, trägt (Fußsoldat) oder benutzt (pars pro toto); daher auch als Übername von Rittern bezeugt (z. B. Kolbe-Adel); in Hinsicht auf den Narrenstock: Ein närrischer (oder sonderbarer) Mensch.
Althochdeutsch colbo, kolbo, cholbo, cholpo; mittelniederdeutsch kolve, mittelhochdeutsch kolbe [m.]: Streitkolben, Keule, dicker Stecken, Stiel mit dickem Ende (vergl. auch Fruchtstand von Pflanzen), Bolzen, Gewehrkolben, Mörserkeule; aber auch Narrenstock (Narrenkolbe bedeutet Wunderlichkeit, Marotte), Hirtenstock, Spielstock, Stablaterne; verwandt mit dem altnorwegischen kólfr, altschwedisch kolver, kolf, dänisch kolbe, isländisch kólfr (Wurzelknollen), polnisch und russisch kolba, vielleicht auch litauisch kulbe (Pfeil, Wurfspeer, Keule).
Belege
- Sie truogen kolben unde bogen[4]
- Niemann ... sieht nun, daß der eine Soldat Besten mit der Kolbe in den Nacken stößt Wedekind[5]
- Dem einen schlug er mit dem Kolben die breite Fresse noch breiter Kortwich[5]
- ...vor der Preuszenkolbe laufen alle flink Immermann[6]
- Wer es sach dasz zween hinaus gingen ('vors Dorf') und zweiten oder zankten sich an der steinbrücken, reiszen ('zücken') sie kolbe oder schwerdt...[6]
- ...gelob ich die Kunst zu halten zu eren und underweisung fürsten und herren, ritter und knecht nach auserweisung des kampfes, den zu lernen mit sper, schwert, kolben, degen Fechtmeisterschwur (L.Sollinger)[6]
- Trüge jeder Narr einen Kolben, das Holz würde teuer Simrock[5]
- Man sol narren mit kolben lûsen Luther, Simplicissimus (lausen heißt vernünftig machen, aber auch Witzwort aus der Badersprache, frei übersetzt etwa mit dem Hammer den Scheitel ziehen)[4][6]
- Den toren dunket nihtes guot wan daz, er mit sînem kolben tuot, d. h. Narren halten nur ihr eigenes Tun für sinnvoll[4]
- Dieser narr ist an dem ziele, du verdienst die kolbe dir Goethe[6]

#### Haartracht
Übername für eine Person, die durch eine spezielle Haartracht oder durch ein Fehlen derselben, vielleicht aber auch durch eine besondere Kopfform auffällt.
Kolbe [f.], mundartlich für Haupt; nordböhmisch: kulbe; thüringisch, sächsisch, ostdeutsch-schlesisch: Kolbe, auch Haupthaar; bezeichnet auch eine männliche Haartracht im 16. Jahrh., bei der das gleichmäßig herabgekämmte Haar über der Stirn, den Ohren und im Nacken waagerecht geschnitten war. Die Kolbe wurde immer kürzer und bedeckte später kaum noch die Ohren; aber auch als die Variante, bei der das Haar über der Stirn hochgekämmt und nach hinten zurückgelegt ist, war sie den Narren (siehe auch 1.) eigentümlich; auch obere Fläche des Kopfes, besonders wenn die Haare abgeschoren sind, vergl. auch latein. calvus: kahl. Wichtiger Beleg zur Identität: 1550 in Zittau ein Steinmetzmeister Thomas Kolbe, der auch Kölbel,  Kölbichen, Kelbigen, Heub(e)l u. Heubt (= Haupt) genannt wird.
Belege
- Es beginnt ihm die Kolbe zu mengen, d. h. er bekommt graue Haare[2]
- Er gab ihm ein- oder zweimal tüchtig auf die Kolbe; Wieland[5]
- Da wolt er ihm (der Pabst Luthern) die kolbe lausn, das ihm die haar ufn kopfe sausn; Postreuter[6]
- Denn sie müssens erfaren wie man den narren die kolben lauset; Luther,[6] d. h. einen durch Schläge belehren[5]
- Was hängt ihr so die kolbe nieder? Wieland[6]
- Dasz Schwarz Christoph eine grosze person gewesen, eine schwarze krause kolbe gehabt; scr. rer. siles.[2][6]
- Umme de tidt (1559) heft man erstlick, wo allen bekandt, angefangen kolven to dragen; Neocorus[6]

#### Gestalt
- Übername für eine Person, die durch grobe oder gedrungene Gestalt auffällt.

Mittelhochdeutsch kolbe bedeutet Keule, also ein gedrungener, dicker, derber, grober Mensch
- Übername für eine Person, die durch Glupschaugen auffällt.

Niederdeutsch kulpen, külpen bedeutet glotzen.

### Berufsname
Als Berufsname kann sich Kolbe vom Fallenstellen herleiten.
Aus dem Jagdwesen: Kolbe ist ein wie eine Pyramide beschnittener Fichtenbusch, um damit Vögel auf Leimruten zu fangen.

## Varianten des Namens
- Kolb, Colbe, Colb
- Kolbo, Kolba, Kolben, Kolbel, Kolbell, Colbo
- Kölbe, Kölber, Kölbel, Kölbl, Koelbl, Kölble, Kölb, Kölblin, Kölwel, Kölmel, Kölping
- Kelber, Kolf, Kolve, Kolbil, Kolp
- Culp, Kulpe, Külpe, Kulbe

## Namensträger

### A
- Albert Kolbe (1871–1941), deutscher Jurist und Politiker, Oberbürgermeister von Stargard
- Alfred Kolbe (1884–1950), österreichischer Jurist und Verwaltungsbeamter
- Andrea Büsing-Kolbe (* 1940), deutsche Klassische Archäologin

### B
- Bodo Kolbe (* 1949), deutscher Musiker

### C
- Carl Kolbe (Chemiker) (1855–1909), deutscher Chemiker
- Carl Friedrich Ludwig Kolbe (1790–1870), deutscher Pastor und Altphilologe
- Carl Wilhelm Kolbe der Ältere (Eichen-Kolbe; 1759–1835), deutscher Maler und Autor
- Cheslin Kolbe (* 1993), südafrikanischer Rugby-Union-Spieler

### D
- Daniela Kolbe (* 1980), deutsche Politikerin (SPD)

### E
- Edmund Kolbe (1898–1983), deutscher Maler
- Emma Kolbe (1850–1913), samoanisch-amerikanische Unternehmerin und Plantagenbesitzerin
- Ernst Kolbe (1876–1945), deutscher Maler und Lithograf
- Étienne Kolbe (1809–1834), deutscher Maler

### F
- Fjodor Nikititsch Kolbe (* 1861), russischer Architekt
- Franz Kolbe (1682–1727), böhmischer Jesuit
- Fritz Kolbe (1900–1971), deutscher Widerstandskämpfer
- Fritz-Ulrich Kolbe (1955–2010), deutscher Erziehungswissenschaftler

### G
- Georg Kolbe (1877–1947), deutscher Bildhauer
- Gustav Kolbe (1809–1867), deutscher Verwaltungsjurist, Direktor der KPM
- Günther Kolbe (* 1959), deutscher Jurist und Präsident des Landessozialgerichts

### H
- Hans Kolbe (Landrat) (1882–1957), deutscher Marineoffizier und Landrat
- Hans Kolbe (Funktionär) (1907–??), deutscher Propagandaleiter
- Hans Kolbe (Unternehmer) (1927–2013), deutscher Unternehmer
- Hans-Georg Kolbe (1925–2005), deutscher Althistoriker
- Hartmut Kolbe (* 1938), deutscher Ornithologe
- Heinrich Christoph Kolbe (1771–1836), deutscher Maler
- Herbert Kolbe (1942–2014), deutscher Journalist und Autor
- Hermann Kolbe (1818–1884), deutscher Chemiker
- Hermann Julius Kolbe (1855–1939), deutscher Entomologe

### I
- Ivo Kolbe (* 1977), deutscher American-Football-Spieler

### J
- Jim Kolbe (1942–2022), US-amerikanischer Politiker
- Joachim Kolbe (1949–2003), deutscher Politiker (SPD)
- Johann Kasimir Kolbe von Wartenberg (1643–1712), preußischer Politiker
- Josef Kolbe (Mathematiker) (1825–1897), österreichischer Mathematiker und Hochschullehrer
- Josef Kolbe (Offizier) (1873–1941), österreichischer Offizier und Autor
- Josef Kolbe (Politiker) (1885–1954), österreichischer Politiker
- Josefine Kolbe, österreichische Tischtennisspielerin
- Jürgen Kolbe (1940–2008), deutscher Germanist, Schriftsteller und Kommunalpolitiker

### K
- Karl Kolbe (Kartograf) (1777–1842), deutscher Kartograf
- Karl Wilhelm Kolbe der Ältere (1759–1835), deutscher Maler, Grafiker und Schriftsteller, siehe Carl Wilhelm Kolbe der Ältere
- Karl Wilhelm Kolbe der Jüngere (1781–1853), deutscher Maler
- Karolin Kolbe (* 1993), deutsche Schriftstellerin
- Karsten Kolbe (* 1987), deutscher Politiker (Die Linke), MdL

### L
- Leopold Kolbe, österreichischer Autor
- Leopoldine Kolbe (1870–1912), österreichische Grafikerin und Zeichenlehrerin
- Ludwig Kolbe (1813–1880), hessischer Knopf-Fabrikant und Politiker

### M
- Manfred Kolbe (Politiker, 1934) (1934–2024), deutscher Kommunalpolitiker
- Manfred Kolbe (* 1953), deutscher Politiker (CDU)
- Martin Kolbe (* 1957), deutscher Jazz-Gitarrist
- Max Kolbe (1859–1925), deutscher Lehrer und Reichstagsabgeordneter
- Maximilian Kolbe (1894–1941), polnischer Franziskaner, Märtyrer und Heiliger

### N
- Niklas Kolbe (* 1996), deutscher Fußballspieler

### O
- Otto Kolbe (1904–um 1974), deutscher Maler, Grafiker und Bühnenbildner

### P
- Paul Kolbe (1848–1933), deutscher Militärschriftsteller

- Peter Kolbe (1675–1726), deutscher Lehrer und Völkerkundler, siehe Peter Kolb
- Peter Kolbe, Designinformatiker an der Kunsthochschule Burg Giebichenstein Halle
- Peter Kolbe (Eishockeyspieler) (1939–2021), deutscher Eishockeytorwart
- Peter-Michael Kolbe (1953–2023), deutscher Ruderer

### R
- Regina Kolbe (1950–2015), deutsche Politikerin (SPD)
- Rudolf Kolbe (1873–1947), deutscher Architekt und Kunstgewerbler
- Rudolf Kolbe (Ziviltechniker) (* 1957), österreichischer Ziviltechniker für Vermessungswesen

### S
- Sebastian Kolbe (Rechtswissenschaftler) (* 1978), deutscher Rechtswissenschaftler
- Sebastian Kolbe (Fußballspieler) (* 1996), deutscher Fußballtorhüter
- Smilla Kolbe (* 2002), deutsche Leichtathletin
- Stefan Kolbe (Politiker) (* 1965), deutscher Kommunalpolitiker (CSU), Bürgermeister von Karlsfeld
- Stefan Kolbe (Dokumentarfilmer) (* 1972), deutscher Dokumentarfilmer

### T
- Tanja Kolbe (* 1990), deutsche Eiskunstläuferin
- Thomas H. Kolbe (* 1968), deutscher Geoinformatiker und Hochschullehrer

### U
- Uwe Kolbe (Autor) (* 1957), deutscher Lyriker und Prosaautor
- Uwe Kolbe (Filmproduzent) (* 1966), deutscher Filmproduzent

### V
- Victor Kolbe (1809–1888), Rittergutsbesitzer, Jurist und Mitglied des Deutschen Reichstags

### W
- Walter Kolbe (1914–nach 1983), deutscher Komponist, Organist und Musiklehrer
- Walther Kolbe (Historiker) (1876–1943), deutscher Althistoriker
- Walther Kolbe (Politiker) (1899–1953), deutscher Politiker (CDU)
- Wilhelm Kolbe (Theologe, 1826) (1826–1888), deutscher Theologe und Pfarrer
- Wilhelm Kolbe (Theologe, 1866) (1866–??), deutscher Theologe und Historiker

- Willy Kolbe (1901–1945), deutscher Widerstandskämpfer und NS-Opfer

- Winrich Kolbe (auch Rick Kolbe; 1940–2012), US-amerikanischer Fernsehregisseur und Fernsehproduzent

- Wolfgang Kolbe (1929–2000), deutscher Entomologe

## Sonstige Personen
- Adilbero Colbo 1135 zu Köln[12]
- Cuonrad Colbe 1152, Herren von Schipf[12]
- Conrad Colb 1165 Schenke zu Worms[12]
- Ritter Litzelkolbe 1244 Wetzlar[2]
- Diether Kolbelin 1309 zu Straßburg[12]
- Haus zum Kolben 1356 in Straßburg[12]
- Niklos Kolbe 1396 in Glatz[2]
- Joh. zum Kolben 1437 in Worms[12]
- Schwingenkolb 1483 in Augsburg[2]
- Kolbenheyer (öst. Dichter) meint Kolbenhauer, der hölzerne Kolben fertigt[2][7]
- Rauschkolb[7]
- Oberleutnant Kolbe, Pilot des Flugzeugs mit dem Werner Mölders umgekommen ist.[13]